# Guy Ligier
Pour les articles homonymes, voir Ligier (homonymie).
Guy Ligier, né le 12 juillet 1930 à Vichy et mort le 23 août 2015 à Nevers, est un pilote automobile, propriétaire d'écurie de course et constructeur automobile français. 
Il a participé à treize Grands Prix de Formule 1, obtenant un point au championnat du monde des pilotes grâce à sa sixième place au Grand Prix d'Allemagne 1967. Il est plus connu pour avoir fondé son écurie de course de Formule 1, Ligier, qui courut pendant les années 1970 à 1990. L'écurie est ensuite achetée par Flavio Briatore, qui la revend à Alain Prost en 1997, lequel la rebaptise Prost Grand Prix.
Guy Ligier est également connu comme constructeur automobile, fondateur de la marque Ligier. Ligier a d'abord proposé quelques modèles de voitures grand public et commercialisé notamment le coupé JS2 avant de se lancer dans la production de voiturettes sans permis.
Le nom de Ligier est remis en lumière, en 2014, par Jacques Nicolet qui a lancé une série de prototypes, notamment la Ligier JS P3 qui court en European Le Mans Series et la Ligier JS P2 qui court en Championnat du monde d'endurance FIA et aux 24 Heures du Mans.

## Biographie
Guy Ligier, orphelin à 7 ans, débute professionnellement comme apprenti boucher dans sa ville natale de Vichy.
Sportivement, il devient champion de France d'aviron en 1947, et connaît une carrière méritante en rugby à XV au poste de Talonneur : il est international en équipe de France B et militaire à la fin des années 1940.
Il débute les sports mécaniques par la moto, et il devient notamment Champion de France 500 cm3, en 1959.
Déterminé à réussir, il épargne suffisamment pour acheter un bulldozer, et se lancer dans le BTP. Il fonde avec des associés l'entreprise « Ligier Travaux Publics » à Vichy. L'entreprise décroche rapidement de nombreux marchés en travaux autoroutiers, ponts, barrages et aménagements.

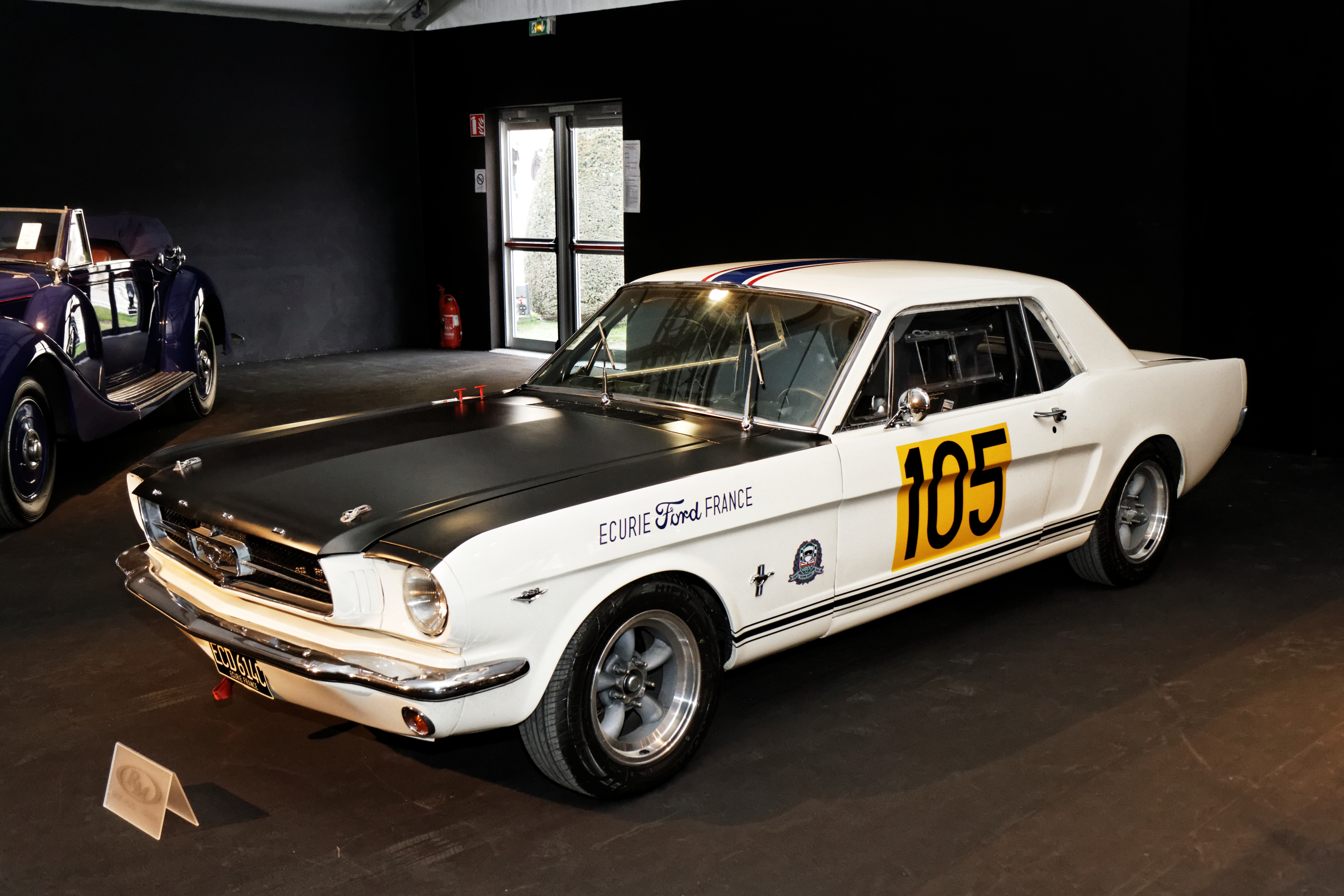
Ford Mustang GT350 Racing de l'écurie Ford France en 1965.

Guy Ligier rentre à un âge tardif dans le monde de la compétition automobile, malgré une toute première approche lors des Coupes parisiennes du Salon en 1957 à Montlhéry sur Simca 1300. Il débute en 1964 en Formule 2 et dispute également des courses d'endurance avec quelques succès internationaux de classe, essentiellement en 1966 et 1967. En 1965, il remporte le 24e Grand Prix de Albi Sports pour Ford. En 1966, il devient Champion de France des rallyes en catégorie « Grand Tourisme, Sport, Sport-prototype » sur Ford Mustang-Shelby 5L. (350 ch) de l'écurie Ford-France, grâce à ses bons résultats obtenus dans les courses comportant des épreuves sur circuits de vitesse telles le rallye de l'A.C.O. (circuit Bugatti) et le rallye du Limousin (circuit de Charade), et il accède à la Formule 1 (sans résultat notable). En 1967, il court de nouveau en F1, se classant notamment sixième du Grand Prix d'Allemagne au volant d'une Brabham. En Sport-prototype, il remporte les 12 Heures de Reims avec son ami proche Jo Schlesser, sur Ford MkII B. Il revient en Formule 2 un an plus tard, mais le décès de celui-ci lors du Grand Prix de France 1968 conduit Ligier à annoncer sa retraite de pilote à la fin de la saison.
Il revient à la compétition en 1970 pour les 24 Heures du Mans à bord d'une voiture de sa conception, la JS1 (JS sont les initiales de Jo Schlesser) et participe à diverses courses d'endurance avec ses propres voitures jusqu'en 1974.
En 1976, les premières Ligier font leur apparition en championnat du monde de Formule 1. L'écurie est assez performante jusqu'en 1981, puis perd progressivement de sa superbe. En 1992, Guy Ligier décide de se retirer et de céder l'écurie à Flavio Briatore. Les Ligier arpentent les circuits jusqu'en 1996, avec un dernier sursaut marqué par l'unique victoire d'Olivier Panis au Grand Prix de Monaco. En 1997, le pilote français Alain Prost, quadruple champion du monde, rachète l'écurie qui devient Prost Grand Prix. Elle sera mise en liquidation judiciaire en 2002.
Guy Ligier meurt le 23 août 2015 à l'âge de 85 ans à Nevers,, ses obsèques se déroulent cinq jours plus tard, le 28 août, à Vichy,, sa ville natale, et il est inhumé dans le cimetière de la ville.

## Résultats en championnat du monde de Formule 1
| Saison | Écurie | Châssis      | Moteur       | Pneus     | GP disputés | Points inscrits | Classement |
| ------ | ------ | ------------ | ------------ | --------- | ----------- | --------------- | ---------- |
| 1966   | Privé  | Cooper T81   | Maserati V12 | Dunlop    | 5           | 0               | n.c.       |
| 1967   | Privé  | Brabham BT20 | Repco V8     | Firestone | 7           | 1               | 19e        |

## Résultats complets aux 24 Heures du Mans en tant que pilote
- 1964 : 7e sur une Porsche 904 avec Robert Buchet (et vainqueurs de la catégorie GT (2L.), pour l'écurie d'Auguste Veuillet;
- 1965 : Abandon sur une Ford GT40 avec Maurice Trintignant;
- 1966 : Abandon sur une Ford GT40 avec Bob Grossman;
- 1967 : Abandon sur une Ford GT40 Mk.IIB avec Jo Schlesser;
- 1970 : Abandon sur une Ligier JS1 avec Jean-Claude Andruet;
- 1971 : Non classé sur une Ligier JS3 avec Patrick Depailler.
- 1972 : Abandon sur une Ligier JS2 avec Jean-François Piot;
- 1973 : Disqualification sur une Ligier JS2 avec Jacques Laffite.

## Autres victoires sur circuits
- Vainqueur GT aux Coupes du Salon 1963 (à Montlhéry, sur Porsche 356 Carrera);
- Coupes de vitesse 1964 (à Montlhéry, sur Porsche 904 GTS);
- Magny-Cours 1965 (sur Ford GT40);
- Grand Prix d'Albi 1965 (sur Ford GT40, hors championnat d'Europe);
- Vainqueur de catégorie S (3L) aux 1 000 kilomètres du Nürburgring 1966 sur Ford GT40 avec Schlesser (5es au général);
- Vainqueur de catégorie S (>2L) aux 1 000 kilomètres de Monza 1967 sur Ford GT40 avec Schlesser (6es au général);
- 12 Heures de Reims, 1967 sur Ford Mk.IIB avec Schlesser;
- Vainqueur de catégorie Spéciale aux Coupes de vitesse 1969 (Montlhéry, sur Ford Escort TC).

## Décorations
- Chevalier de la Légion d'honneur